# Martyn Poliakoff
Pour les articles homonymes, voir Poliakov.
Martyn Poliakoff (né le 16 décembre 1947) est un chimiste britannique. L'essentiel de son travail porte sur la chimie fondamentale (fluide supercritique, spectroscopie infrarouge et usage des lasers), ainsi que sur les processus et les matériaux environnementaux neutres. Il est Research Professor en chimie à l'université de Nottingham. C'est aussi un vulgarisateur, notamment sur la chimie verte. Il est le principal animateur de la série Web The Periodic Table of Videos (en) (sur les éléments chimiques du tableau périodique).